# NGC 564
NGC 564 ist eine elliptische Galaxie vom Hubble-Typ E2? im Sternbild Walfisch am Südsternhimmel. Sie ist rund 263 Millionen Lichtjahre von der Milchstraße entfernt und hat einen Durchmesser von etwa 110.000 Lichtjahren. Sie wurde am 1. Oktober 1785 von dem deutsch-britischen Astronomen Friedrich Wilhelm Herschel entdeckt.